# Long Island (ö i Falklandsöarna)
Long Island är en ö i territoriet Falklandsöarna (Storbritannien). Den ligger i den östra delen av ögruppen, 22 km nordväst om huvudstaden Stanley.